# Jestem na tak
Jestem na tak (ang. Yes Man) – amerykańsko-brytyjsko-australijska komedia romantyczna z 2008 roku w reżyserii Peytona Reeda. Film został luźno oparty na podstawie książki z 2005 roku napisanej przez Danny'ego Wallace'a.
Premiera filmu miała miejsce 9 grudnia 2008 roku podczas Festiwalu Filmowego w Londynie. Osiem dni później premiera filmu odbyła się 17 grudnia w Stanach Zjednoczonych oraz 26 grudnia w Wielkiej Brytanii i w Polsce.

## Opis fabuły
Urzędnik bankowy Carl Allen (Jim Carrey) jest urodzonym pesymistą, a jego życie wypełnia pustka. Pewnego dnia dołącza do stowarzyszenia, którego ideą jest pozytywne myślenie o sobie, swoim otoczeniu i przyszłości. Mężczyzna poddaje się tej idei. Wkrótce wplątuje się w szereg zabawnych sytuacji.

## Obsada
Źródło: Filmweb
- Jim Carrey jako Carl Allen
- Zooey Deschanel jako Allison
- Bradley Cooper jako Peter
- John Michael Higgins jako Nick
- Rhys Darby jako Norman
- Danny Masterson jako Rooney
- Fionnula Flanagan jako Tillie
- Terence Stamp jako Terrence Bundley
- Sasha Alexander jako Lucy
- Molly Sims jako Stephanie

i inni